# 茨城交通大宮営業所
茨城交通大宮営業所（いばらきこうつうおおみやえいぎょうしょ）は、茨城県常陸大宮市東富に位置する茨城交通の営業所。

## 概要
茨城県常陸大宮市内の路線を主に担当するほか、水戸市街地の路線の運行も一部担当している。2016年に常陸大宮市街地を巡回する市民循環線の運行を開始、2019年には常陸大宮市市民バスの路線を一部統合し路線網を広げていたが、2024年4月改正でこれらの新規路線も含めた多くの路線を廃止、残った路線も減便が行われ、路線網を大きく縮小した。
2019年（令和元年）11月より、浜田営業所管轄路線（御前山地区で路線を運行）も含め常陸大宮市内の利用に限り運賃が200円均一となった。

## 沿革
- 2016年（平成28年）10月3日 - 「上小瀬十文字〜白谷峠〜東野〜玉川駅前」、「小場公民館〜北西看護学校〜二中入口〜大宮駅前」、「市内循環線」の3系統を運行開始[3]。
- 2019年（令和元年）11月1日 - 10月末をもって廃止となった常陸大宮市市民バスの代替として「大宮駅前〜かわプラザ〜三太の湯」、「大宮駅前〜白谷〜境橋〜道の駅北斗星」、「大宮駅前〜白谷〜美和ささの湯〜道の駅北斗星〜塙」、「大宮駅前〜大宮工業団地〜野口車庫〜長倉車庫」、「大宮駅前〜玉川十文字〜小瀬高校前」、「大宮営業所〜大宮駅前〜那珂川大橋〜小瀬高校前」の6系統を新設[4]。
- 2022年（令和4年）4月1日 - 「那珂川大橋〜国長寺前〜上小瀬十文字」線および「大宮駅前〜国長寺前〜上小瀬十文字〜境橋」線（いずれも上小瀬線の区間便）が廃止[5]。
- 2024年（令和6年）4月1日[6][7]
  - 以下の系統を廃止。
    - 大宮駅前〜白谷峠・高部車庫〜塙
    - 大宮営業所〜常陸大宮済生会病院・大宮高校前〜大宮駅前
    - 大宮駅前〜かわプラザ〜三太の湯
    - 大宮駅前〜かざぐるま〜道の駅北斗星
    - 大宮駅前〜美和ささの湯・道の駅北斗星〜塙
    - 大宮駅前〜大宮工業団地・御前山支所・四季彩館〜御前山車庫
    - 大宮駅前〜玉川十文字〜小瀬高校前
    - 大宮営業所〜北三丁目〜大宮駅前
    - 上小瀬十文字〜白谷峠・東野〜玉川村駅
    - 小場公民館〜北西看護学校・二中入口〜大宮駅前
    - 大宮駅前〜イオン常陸大宮店・常陸大宮済生会病院・道の駅かわプラザ〜大宮駅前

  - 以下の系統を新設。
    - 大宮駅前〜大宮高校前・玉川十文字〜小瀬高校前

  - その他一部系統が減便。

## 現行路線

### 一般路線

#### 緒川・美和線
- 大宮駅前 - 大宮営業所 - 常陸大宮済生会病院 - 玉川十文字 - 白谷峠 - 上小瀬十文字 - 美和ささの湯 - 桧沢 - 高部車庫 - 道の駅北斗星

「白谷経由」と称する。大宮市街地から玉川地区を経由し、美和地区の間を結ぶ路線である。上小瀬からは県道163号線を経由し、桧沢で「長沢経由」と合流する。上小瀬から桧沢までは一部区間で県内路線バス屈指の狭隘路を経由していたが、県道のバイパス整備により狭隘区間は概ね解消されている。高部車庫～道の駅北斗星（道の駅みわ）間は那須烏山市営バス烏山高部線が並行する。2019年（令和元年）に従来の高部車庫発着の全便が道の駅北斗星まで延伸された。
2024年4月改正で道の駅北斗星～塙間を廃止し、下り2便、上り3便の運行となった。

#### 高部線
- 大宮駅前 - 大宮営業所 - 常陸大宮済生会病院 - 玉川十文字 - 長沢 - 高部車庫

「長沢経由」と称され、玉川十文字から県道102号線を経由し美和地区へ向かう。なお「長沢経由」は2019年（令和元年）以降も道の駅北斗星まで行かず高部車庫で折り返している。
2024年4月改正で平日1往復のみ運行となった。

#### 上小瀬線
- 大宮駅前 - 大宮工業団地前 - 那珂川大橋 - 国長寺前（大宮駅前行きのみ経由） - 上小瀬十文字 → 境橋

高部線と異なり上小瀬までは野口・国長地区を経由する。国長地区の通学輸送としての側面が強い。2024年4月改正で平日1往復のみ運行となる。上り大宮駅前行きは上小瀬十文字始発（上小瀬十文字～境橋間は片方向のみ運行）、国長地区を経由。

#### 上小瀬・小瀬高校線
- 大宮営業所 - 大宮駅前 - 大宮工業団地前 - 那珂川大橋 - 国長寺前（小瀬高校前行きのみ経由） - 上小瀬十文字 - 小瀬高校前

2024年4月改正で平日下り1便、上り2便のみ運行となる。下り小瀬高校行きは国長地区を経由、上り2便のうち2本目の便は上小瀬十文字始発・大宮駅前止まり。

#### 常陸大宮高校・小瀬高校線
- 大宮駅前 → 常陸大宮高校前 → 玉川十文字 → 白谷峠 → 上小瀬十文字 → 小瀬高校前

2024年4月新設。平日1便小瀬高校行きのみ運行。

#### 水戸線
- 61：大宮営業所 - 大宮駅口 - 瓜連駅口 - 戸崎十文字 - 飯田局前 - 豊喰 - 木の倉 - 袴塚二丁目 - 栄町 - 大工町 - 水戸駅
- 61：大宮営業所 - 大宮駅口 - 瓜連駅口 - 戸崎十文字 - 飯田局前 - 那珂西部工業団地 - 豊喰 - 木の倉 - 袴塚二丁目 - 栄町 - 大工町 - 水戸駅

常陸大宮市と水戸市を結び、大宮駅前は経由しない。瓜連・大宮付近で国道118号を外れて旧道を経由する。

#### 他営業所共管路線

##### 浜田・鯉渕営業所共管路線
- 浜田営業所 - 本町 - 柳町中央 - 三高下 - 水戸駅
- 浜田営業所 - 東台 -  竹隈 - 日赤病院 - 水戸駅

##### 浜田営業所共管路線
- 2：渡里ゴルフセンター - 茨大前 - 栄町 - 水戸駅 - 三高下 - 本町 - 浜田営業所 - 若宮団地

##### 茨大前営業所共管路線
- 4：水戸駅 - 大工町 - 栄町 - 袴塚二丁目 - 前田 - 国田局前 - 戸村十文字 - 下江戸
- 25：水戸駅 - 大工町 - 栄町 - 袴塚二丁目 - 木の倉 - 水農前

##### 茨大前・浜田・鯉渕・那珂湊営業所共管路線
- 12：茨大前営業所 - 栄町 - 水戸駅

### 高速路線

#### 大宮 - 東京線（運休中）
- 常陸大宮市総合保健センター - 那珂インター - 東京駅・バスタ新宿
  - 単独運行[9]。

## 廃止路線
- 大宮駅前 - 大宮営業所 - 常陸大宮済生会病院 - 玉川十文字 - 白谷峠 - 上小瀬十文字 - 桧沢 - 高部車庫 - 鷲子 - 塙 - 烏山駅前
- 大宮駅前 - 大宮営業所 - 常陸大宮済生会病院 - 玉川十文字 - 長沢 - 高部車庫 - 鷲子 - 塙 - 烏山駅前
- 4：水戸駅 - 大工町 - 栄町 - 袴塚二丁目 - 前田 - 国田局前 - 戸村十文字 - 下江戸 - 小場坂地
- 茨大前営業所 - 台渡里 - 国田局前 - 戸村十文字 - 下江戸
- 大宮駅 - 山方宿駅 - 西野内 - 諸沢局前
- 大宮駅 - 山方宿駅 - 大子駅
- 大宮駅 - 若林 - 八田 - 玉川村駅
- 大宮営業所 - 大宮駅 - 釜額
- 大宮営業所 - 大宮駅 - 下岩瀬
- 境橋 - 油河内
- 上小瀬十文字 - 大岩 - 烏山駅
- 那珂川大橋 - 国長寺前 - 上小瀬十文字[5]
- 大宮駅前 - 国長寺前 - 上小瀬十文字 - 境橋[5]

### 2024年3月をもって廃止

#### 市内循環線
- 大宮駅前 - 泉新道 - ピサーロ・イオン常陸大宮店 - 常陸大宮市役所 - 常陸大宮済生会病院 - 道の駅かわプラザ - 大宮営業所 - 大宮駅前

2016年（平成28年）に運行開始された循環路線で両回りとも運行している。市街地各所の他、郊外の道の駅常陸大宮にも足を延ばしている。

#### 大宮・大宮線
- 大宮駅前 - 大宮駅口 - 北二丁目 - 大宮高校前 - 大宮一中 - 常陸大宮済生会病院 - 大宮営業所
- 大宮駅前 - 大宮駅口 - 北二丁目 - 大宮営業所

#### 小場・村田線
- 大宮駅前 - 二中入口 - 村田小学校 - 北西看護学校 - 小場公民館

2016年（平成28年）に運行開始された路線。大宮市街地と水戸市に隣接する小場地区を結ぶ。

#### 山方線
- 大宮駅前 - 道の駅かわプラザ - 山方支所前 - 諸沢駐在所 - 三太の湯

2019年（令和元年）に運行開始された路線。それまで常陸大宮市市民バスの地域間コース（山方地区方面）・温泉施設循環コースによってカバーされていた区間の代替となる。

#### 緒川・美和線
- 大宮駅前 - 大宮営業所 - 常陸大宮済生会病院 - 玉川十文字 - 白谷峠 - 上小瀬十文字 - 美和ささの湯 - 桧沢 - 高部車庫 - 道の駅北斗星 - 塙

平日一往復のみ運行されていた道の駅北斗星～塙間を廃止し、全便を道の駅北斗星発着に短縮。
- 大宮駅前 - 大宮営業所 - 常陸大宮済生会病院 - 玉川十文字 - 白谷峠 - 上小瀬十文字 - 境橋 - 物産センターかざぐるま - 道の駅北斗星

2019年（令和元年）に新設された系統で、上小瀬十文字からは国道293号線を経由して道の駅北斗星を結ぶ。

#### 御前山線
- 大宮駅前 - 西部総合公園入口 - 那珂川大橋 - 御前山支所 - 四季彩館 - 御前山車庫

大宮市街地から御前山地区方面を東西に結ぶ路線で、常陸大宮工業団地や御前山支所・四季彩館構内に乗り入れる路線でもあった。

#### 緒川・玉川村駅線
- 大宮駅前 - 大宮営業所 - 玉川十文字 - 白谷峠 - 上小瀬十文字 - 小瀬高校前
- 玉川駅前 - 玉川十文字 - 白谷峠 - 上小瀬十文字